# Beerfelden
Beerfelden är en ortsteil i staden Oberzent i Odenwaldkreis i Regierungsbezirk Darmstadt i förbundslandet Hessen i Tyskland. Beerfelden var en stad fram till 1 januari 2018 när den uppgick i Oberzent. Staden Beerfelden hade 6 399 invånare 2017.